# Axel Nordlander
Axel Nordlander (* 21. September 1879 in Hagge, Smedjebacken, Kopparbergs län; † 30. April 1962 in Helsingborg, Skåne län) war ein schwedischer Vielseitigkeitsreiter. In den Jahren 1904 bis 1909 errang er bei 36 Starts in Schweden und Dänemark fünf Siege und war weitere 12-mal unter den ersten Drei.

Er nahm mit seinem Pferd Lady Artist an den Olympischen Sommerspielen 1912 in Stockholm teil und errang dort beim Vielseitigkeitsreiten (Military) sowohl im Einzel- als auch im Mannschaftswettkampf die Goldmedaille.